# Flumen
Ne doit pas être confondu avec Flumen (rivière).
En exogéologie, un flumen (pluriel flumina) est un élément de la nomenclature planétaire désignant les formations apparentées à un fleuve ou à un bassin fluvial.
Au 15 septembre 2018, sept formations de Titan ont été officiellement classifiées ainsi :
- Celadon Flumina (it) ;
- Elivagar Flumina : correspond à un bassin fluvial se déversant dans une dépression recouverte semble-t-il d'un dépôt lacustre ; cette formation résulterait de l'écoulement d'un fluide a priori constitué d'un mélange d'hydrocarbures légers et d'azote liquide ;
- Hubur Flumen (it) ;
- Karesos Flumen (it) ;
- Saraswati Flumen (it) ;
- Vid Flumina ;
- Xanthus Flumen (it).